# هند ظاظا
هند ظاظا (مواليد 1 يناير 2009) هي لاعبة كرة طاولة سورية. تأهلت للمشاركة في الألعاب الأولمبية الصيفية 2020 عام 2021 في طوكيو بعد دورة غرب آسيا المؤهلة للأولمبياد والتي أقيمت في الأردن عام 2020. بعُمر الثانية عشر، كانت هند هي أصغر رياضية على الإطلاق تشارك في منافسات تنس الطاولة في الأولمبياد، وخامس أصغر رياضيّ يشارك في الأولمبياد الحديث. كانت هند هي أصغر رياضيّة في دورة الألعاب الأولمبية الصيفية عام 2020، وأصغر رياضيّ في الأولمبياد منذ بياترس هوستيو ‏ التي شاركت عام 1968.

## السيرة الذاتية
ولدت هند يوم 1 يناير 2009 في مدينة حماة بسوريا، وبدأت لعب تنس الطاولة عام 2014. وفي عام 2016، شاركت في حدث تابع للاتحاد الدولي لتنس الطاولة في قطر مع أخيها الأكبر، ولوحظت براعتها حينذاك. تلعب هند لنادي المحافظة لتنس الطاولة في دمشق، وقد حققت عدة ألقاب محلية في عدة مراحل.

## أولمبياد 2020
انتشرت معلومات غير دقيقة بكون هند ظاظا أول سورية تشارك ممثلة سوريا في لعبة كرة الطاولة ضمن الألعاب الأولمبية، إلا أنَّه في الألعاب الأولمبية الصيفية 2016، نافست هبة اللجي بعد دعوتها من قبل اللجنة الثلاثية.
تفاصيل المشاركة
شاركت هند في منافسات فردي السيدات ‏ وهزمت في الدور التمهيدي يوم 24 يوليو 2021 من منافستها النمساوية الصينية الأصل ذات ال39 عامًا ليو جيا [الإنجليزية]، والتي شاركت في كافة نسخ الأولمبياد منذ دورة سيدني 2000. انتهت أشواط المباراة بنتيجة 11:4، و11:9، و11:3، و11:5.
| الرياضيّ  | الحدث                      | الدور التمهيدي | الدور الأول   | الدور الثاني  | الدور الثالث  | دور الـ16     | ربع النهائي   | نصف النهائي   | النهائي / م.ب. | النهائي / م.ب. |
| الرياضيّ  | الحدث                      | الخصم النتيجة  | الخصم النتيجة | الخصم النتيجة | الخصم النتيجة | الخصم النتيجة | الخصم النتيجة | الخصم النتيجة | الخصم النتيجة  | الترتيب        |
| -------- | -------------------------- | -------------- | ------------- | ------------- | ------------- | ------------- | ------------- | ------------- | -------------- | -------------- |
| هند ظاظا | كرة الطاولة – فردي السيدات | ليو · خ 0–4    | لم تتأهل      | لم تتأهل      | لم تتأهل      | لم تتأهل      | لم تتأهل      | لم تتأهل      | لم تتأهل       | لم تتأهل       |

## روابط خارجية
- 2020 صفحتها على الموقع الرسمي للألعاب الأولمبية الصيفية 2020